# قیمیر
قیمیر (به لاتین: Qımır، به آواری: КIумур) یک منطقه مسکونی در جمهوری آذربایجان است که در شهرستان زاقاتالا واقع شده است.